# O Povo (Paraná)
O Povo  foi um periódico da cidade de Morretes, na então província do Paraná, criado por Rocha Pombo para divulgar seus ideais republicanos.
Era publicado em formato tabloide, com quatro páginas.